# Ptilinus pruinosus
Ptilinus pruinosus är en skalbaggsart som beskrevs av Thomas Casey 1898. Ptilinus pruinosus ingår i släktet Ptilinus och familjen trägnagare. Inga underarter finns listade i Catalogue of Life.